# Klaus Berggreen
Klaus Berggreen (født 3. februar 1958) er en dansk tidligere fodboldspiller, der spillede for bl.a. Lyngby BK og AS Roma. Han spillede desuden 47 landskampe for Danmarks fodboldlandshold og scorede 5 mål.
Han startede sin professionelle karriere i 1975 i Lyngby BK, som han var med til at rykke op i den bedste danske række for første gang i 1979. Samme år debuterede han på landsholdet. Han blev siden solgt til SC Pisa og spillede syv år i Italien, inden han i 1989 vendte hjem og afsluttede karrieren i Lyngby BK.
En kort overgang efter sin aktive karriere var han sportsdirektør i Lyngby BK, men i dag har han et tøjfirma.